# Joachim von Oppen
Heinrich Karl Gottfried Joachim von Oppen-Dannenwalde (* 3. April 1879 in Breslau; † 27. April 1948 in Hamburg) war ein deutscher Rittergutsbesitzer und Landwirtschaftsfunktionär aus dem Adelsgeschlecht von Oppen.

## Leben

### Herkunft
Seine Eltern waren der Generalleutnant Karl von Oppen (* 2. April 1824; † 9. Mai 1895) und dessen zweite Ehefrau Gräfin Gabriele Marie von Itzenplitz (* 18. Juli 1839; † 21. September 1901).

### Werdegang

Schloss Buskow

Joachim von Oppen erlangte 1896 an der Ritterakademie Brandenburg das Abitur. Er studierte an den Universitäten Göttingen und Berlin Rechtswissenschaften. 1897 wurde er Mitglied des Corps Saxonia Göttingen. Nachdem er 1900 das Referendarexamen abgelegt hatte, schlug er die Verwaltungslaufbahn ein. 1905 wurde er Regierungsassessor im Polizeipräsidium Danzig und in der Folge Regierungsassessor beim Landratsamt Niederbarnim sowie Hilfsarbeiter im Preußischen Kultusministerium. 1908 trat er aus dem Staatsdienst aus und übernahm die Bewirtschaftung des Rittergutes Dannenwalde in Gumtow. Am Ersten Weltkrieg nahm er als Kavallerie-Leutnant teil. 
Nach dem Krieg war Oppen bereits im Aufsichtsrat der Brennabor AG für Braunkohle-Industrie. 1921 wurde er Präsident der Landwirtschaftskammer für die Provinz Brandenburg und für Berlin. Er war stellvertretender Vorsitzender der Preußischen Hauptlandwirtschaftskammer und Mitglied des Deutschen Landwirtschaftsrates. Ab 1929 war Oppen Mitbesitzer vom 624 ha großen Gut Buskow. Am 19. November 1932 gehörte er zu den Unterzeichnern einer Eingabe von Persönlichkeiten aus Industrie, Bankwesen und Landwirtschaft an Reichspräsident Hindenburg für die Berufung Adolf Hitlers zum Kanzler. 1939 trat Kammerjunker von Oppen weisungsgemäß wegen der nicht gewünschten Doppelmitgliedschaft von NSDAP und Johanniterorden aus letzterem nach fast vierzig Jahren wieder aus.
Der Familie gingen im Herbst 1945 infolge der Bodenreform in der Sowjetischen Besatzungszone die Güter Buskow und Dannenwalde verloren. Dannenwalde gehörte ihm gemeinsam mit seiner Ehefrau. Das Gut hatte bei der letzten amtlichen Erfassung durch die standardisierten Landwirtschaftlichen Adressbücher vor der großen Wirtschaftskrise einen Umfang von 1801 ha und wurde durch einen Gutsinspektor sowie einen Rendanten geführt.

### Familie
Oppen heiratete am 16. Oktober 1908 Anna Eva Emilie Hedwig von Rohr (* 12. Dezember 1883 Dannenwalde; † 4. August 1951 Reinbek), Herrin auf Dannenwalde und Bärensprung. Das Paar hatte mehrere Kinder, darunter:
- Maria Luise Elisabeth (* 5. Juli 1909, † 2005), vermählt mit dem Industriemanager Dietrich Wilhelm von Menges
- Otto Albrecht Joachim (* 4. September 1910,† 17. Januar 1985), Pfarrer[10][11]
- Joachim Karl Friedrich (* 10. Dezember 1912, † 17. Juni 1940), Erbe von Buskow, Oberleutnant d. R.
- Harald Siegfried Joachim (* 23. August 1914,† 14. Oktober 1944), Oberleutnant d. R.
- Joachim Vivigenz (* 9. November 1915, † 9. April 1948), Ketschendorf
- Gisbert Werner Joachim (* 24. April 1921,† 25. Januar 1943), Oberleutnant
- Elisabeth Anna Luise Cecilie (* 26. März 1923, † 22. November 2021)[12] ⚭ 1948 Freiherr Friedrich von Falkenhausen (1902–1971)
- Cecilie Anna Luise (* 14. Juni 1925), Sekretärin, Diakonisse

## Auszeichnungen
- Eisernes Kreuz II. und I. Klasse
- Schwarzes Verwundetenabzeichen

## Schriften
- Mussolini und die italienische Landwirtschaft – Bericht über eine Studienreise im Mai 1930. Landwirtschaftskammer f. d. Provinz Brandenburg u. f. Berlin, Berlin 1930. DNB 575315083.
- Die Landwirtschaftskammer für die Provinz Brandenburg und für Berlin – Werden und Wirken von 1896 bis 1930. Dari-Verlag, Berlin 1930. DNB 117136247.